# Jerzy Margański
Jerzy Józef Margański (ur. 27 lipca 1955 w Tarnobrzegu) – polski filozof i dyplomata, ambasador Polski w Szwajcarii (2001–2005), Austrii (2008–2013) i Niemczech (2013–2016).

## Życiorys

### Wykształcenie i działalność naukowa
W 1981 ukończył filozofię na Uniwersytecie Jagiellońskim. Był członkiem komitetu założycielskiego Niezależnego Zrzeszenia Studentów. Pracował jako nauczyciel akademicki – najpierw na Uniwersytecie Jagiellońskim, zaś w latach 1985–1989 na Uniwersytecie Albrechta i Ludwika we Fryburgu, gdzie studiował także teologię i politologię. Napisał pod kierunkiem Hansa-Georga Gadamera rozprawę Problem jakości logiki i metafizyki w perspektywie myśli Hegla, na podstawie której w 1990 uzyskał stopień doktora nauk humanistycznych na Uniwersytecie Jagiellońskim. Współautor polskiego przekładu Drogi do zniewolenia Friedricha Augusta von Hayeka.
Biegle posługuje się językami niemieckim oraz angielskim.

### Działalność zawodowa
Od 1990 związany zawodowo z polską dyplomacją. Do 1995 zatrudniony w Ambasadzie RP w Bonn. Następnie przeszedł do pracy w Ministerstwie Spraw Zagranicznych jako dyrektor Departamentu Europy Zachodniej. Od 1997 do 1999 kierował Przedstawicielstwem Ambasady RP w Berlinie, następnie w resorcie do 2001 był dyrektorem sekretariatu ministra. W latach 2001–2005 po raz pierwszy sprawował urząd ambasadora, stając na czele placówki dyplomatycznej w Bernie, akredytowanego także w Liechtensteinie. Później do 2008 pracował w MSZ, głównie na stanowiskach dyrektorskich, m.in. Departamentu Systemu Informacji oraz Departamentu Europy. Od 2008 do 10 stycznia 2013 był ambasadorem RP w Austrii, a od 2013 do 31 lipca 2016 w Niemczech. Następnie pracował w Departamencie Strategii Polityki Zagranicznej MSZ, w 2021 przeszedł na emeryturę.

## Odznaczenia
- Krzyż Komandorski z Gwiazdą Orderu Zasługi (Norwegia, 1996)[13].